# Henri Calet
Henri Calet, cuyo verdadero nombre era Raymond-Théodore Barthelmess (París, 3 de marzo de 1904-Vence, 14 de julio de 1956), fue un escritor, periodista, humanista y libertario francés.

## Biografía
Hijo de un padre inestable y anarquista, Calet pasó su infancia en barrios populares de París y parte de su adolescencia, durante la Primera Guerra Mundial, en la Bélgica ocupada (su madre era de Flandes).
Volvió a París en 1919 sin oficio. Tuvo que dejar sus estudios y trabajar en diversos pequeños empleos hasta que entró como ayudante del contable en la sociedad Électro-Câble en 1925, donde trabajó durante cinco años dando plena satisafacción a sus jefes hasta que su tren de vida y su pasión por las carreras de caballos le empujaron a robar una importante cantidad en la caja de la empresa. Huyó a Uruguay pero iba de fracaso en fracaso y se gastó todo su dinero. Decidió volver a Francia de forma clandestina. Sin embargo, la amistad que entabló con Michel Matveev, Jean Paulhan y Pascal Pia le permitió publicar sus primeras obras literarias como La Belle Lurette (1935), relato autobiográfico, que es su libro más conocido.
Una vez prescritos sus delitos de los años 1920, fue empleado en una fábrica de cerámica electrotécnica, pero fue alistado de oficio por el ejército y vivió la derrota de 1940 de la que hará el relato en su libro Le Bouquet (1945). Después de la Liberación, adquirió un cierto renombre como periodista para la revista Combat y diversos diarios. En su libro Le Tout sur le tout (1948), ni novela, ni autobiografía, que él llama « un género híbrido », evocó el París de su infancia, con sus calles, la vida del pueblo y los detalles de su cielo. Esos logros no consiguieron solucionar sus problemas económicos, agravados por una vida sentimental confusa y el desorden de su vida personal. Falleció de forma prematura a los 52 años por una afección cardíaca.

## Publicaciones
- 1935 : La Belle Lurette, Éditions Gallimard. Traducido en español en 2014 bajo el título de Viejos tiempos.[1]
- 1937 : Le Mérinos, Éditions Gallimard
- 1939 : La Fièvre des Polders, Éditions Gallimard
- 1945 : Les Murs de Fresnes, Éditions des Quatre Vents
- 1945 : Le Bouquet, Éditions Gallimard
- 1947 : America, Éditions de Minuit
- 1947 : Trente à quarante, Éditions de Minuit
- 1947 : Rêver à la Suisse, Éditions de Flore
- 1948 : Le Tout sur le tout, éd. Gallimard, 1.ª edición, 1948 ; edotorial Gallimard, coll. « L'Imaginaire », Paris, 2003
- 1950 : Monsieur Paul, Éditions Gallimard. Traducido al español con el mismo título por Raúl Valero García, Itinerario Editorial 2019.
- 1950 : L’Italie à la paresseuse, Éditions Gallimard ; rééd. 2009, Le Dilettante
- 1951 : Les grandes largeurs, Éditions Vineta
- 1952 : Un grand voyage, Éditions Gallimard
- 1954 : Les Deux bouts, Éditions Gallimard
- 1956 : Le Croquant indiscret, Éditions Grasset
- 1956 : Contre l'oubli, Éditions Grasset (préface de Pascal Pia) ; rééd. dans les Cahiers rouges, 2010
- 1958 : Peau d'ours, Éditions Gallimard, coll. « L'Imaginaire », Paris
- 1959 : Acteur et témoin, Mercure de France
- 1989 : Cinq sorties de Paris, le Tout sur le tout
- 1996 : Une stèle pour la céramique, Les Autodidactes
- 2000 : De ma lucarne, chroniques, textes établis avec postface et notices par Michel P. Schmitt, éd. Gallimard, coll. « Les Inédits de Doucet », Paris
- 2002 : Poussières de la route, Le Dilettante (préface de Jean-Pierre Baril)
- 2003 : Jeunesses, Le Dilettante (préface de Jean-Pierre Baril)
- 2015 : Huit quartiers de roture, Le Dilettante (préface de Jean-Pierre Baril)